# (236484) Luchijen
(236484) Luchijen est un astéroïde de la ceinture principale.

## Description
(236484) Luchijen est un astéroïde de la ceinture principale. Il fut découvert le 28 mars 2006 à l'observatoire de Lulin par Hong Qin Lin et Ye Quan-Zhi. Il présente une orbite caractérisée par un demi-grand axe de 2,64 UA, une excentricité de 0,16 et une inclinaison de 5,2° par rapport à l'écliptique.

## Compléments